# Annie Craig
Annie Rhoda Craig, geborene Walker (* 1864 in Gravesend, Kent; † 1948), war eine englisch-britische Suffragette. Sie beteiligte sich an vielen direkten Aktionskampagnen und gab der Polizei oft falsche Namen, darunter „Rhoda Robinson“, „Annie Walker Greig“, „Annie Rhonda Walker“ oder „Annie Craig Mickley“, um weitere Ermittlungen oder Strafanzeigen zu vereiteln. In The Suffrage Annual und Women’s Who’s Who von 1913 wurde sie als „die erste militante Suffragette in Schottland“ bezeichnet.

## Leben
Craig wurde als Tochter von Henry und Anne Jane Walker geboren. Sie hatte eine Art Wanderkindheit, da ihr Vater, ein Lehrer, im ganzen Land von einer Lehrerstelle zur nächsten zog. Beim Zensus 1871 lebte die Familie in Yorkshire. Zum Zensus 1881 war Annie Lehrerin und lebte mit ihrer Familie in Birmingham, wo sie sich niederließ. Zehn Jahre später, beim nächsten Zensus 1891, arbeitete die dann 27-jährige Annie als Buchhalterin und Künstlerin und lebte zu Hause bei ihren Eltern. 1899 heiratete Annie Frank McCulloch Craig, einen schottischen Witwer mit Kindern, dessen Familie ein Schauergeschäft am Clyde betrieb.
Der früheste Hinweis auf ihre Verbindung zur Women’s Social and Political Union (WSPU) stammt aus dem Jahr 1906, als sie im damaligen Postverzeichnis als deren Sekretärin in Dunbartonshire unter einer Wohnadresse in der Round Riding Road, Dumbarton, aufgeführt ist. 1909 wurde sie, inzwischen Mitglied des Old Kilpatrick School Board, Organisatorin für die WSPU in Schottland.
1911 wurde sie in London verhaftet, als sie an einer Aktion zum Einschlagen von Fenstern an prominenten Stellen teilnahm, und vor dem Bow Street Magistrates’ Court. Bei einer anderen Gelegenheit verbüßte sie zehn Tage im Holloway Prison, weil sie erneut Fensterscheiben, diesmal am Kriegsministerium eingeschlagen hatte.
Zurück in Schottland wurde sie 1912 in einem Zeitungsbericht als die „gut gekleidete Frau“ identifiziert, die die Windschutzscheibe des Autos des Glasgower Stadtrats und Geschäftsmanns Thomas Mason mit einem Stein einschlug, den sie in ihrem Muff versteckt hatte, weil sie ihn mit Winston Churchill verwechselt hatte. Sie wurde verhaftet, gab ihren Namen als „Annie Rhoda Walker“ oder „Greig“ und das WSPU-Büro an und verbüßte nach ihrer Verurteilung sieben Tage Haft.
Sie ist 1913 als erstes Mitglied der Independent Labour Party in Dunbartonshire aufgeführt und wohnte in zu der Zeit in Yoker, Glasgow.
Im Februar 1914 war sie in einen der schwersten Zwischenfälle der schottischen Suffragetten-Kampagne verwickelt. Vier Frauen, darunter Craig, trafen sich am 3. Februar am Bahnhof von St Fillans in Perthshire. Später in der Nacht setzten sie drei Herrenhäuser in Highland Strathearn, Comrie, in Brand. Am nächsten Tag wurden die Frauen bei dem Versuch entdeckt, auf Züge umzusteigen. Craig schaffte es nach Glasgow und wurde in der Bath Street verhaftet, eine weitere Suffragette, Ethel Moorhead, wurde etwa eine Woche später in Edinburgh verhaftet. Craig gab ihren Namen als „Rhoda Robinson“ an, bevor sie in das Gefängnis in Perth verlegt wurde, wo die Polizei versuchte, ihre Identität zu überprüfen. Im Gefängnis trat sie in einen Hungerstreik, wurde aber von Suffragetten in Glasgow davon abgehalten, diesen fortzusetzen, die sie darauf hinwiesen, dass diese Taktik eher für Verurteilte und Inhaftierte als für Untersuchungshäftlinge geeignet sei. Am 12. Februar 1914 wurde sie gegen eine Kaution von 800 Pfund freigelassen. Im Mai 1914 wurde die Anklage gegen Craig fallen gelassen.  Ethel Moorhead hatte weniger Glück; sie wurde im Carlton Gaol in Edinburgh festgehalten, wo sie in einen Hungerstreik trat und als erste Frau in Schottland zwangsernährt wurde.
Später im Jahr 1914 erschien Craig in Dumbarton, wo sie wegen Brandstiftung angeklagt war, wurde aber wieder freigelassen, da keine Beweise zur Identifizierung vorlagen.
Sie starb 1948.